# Alfred Schmela

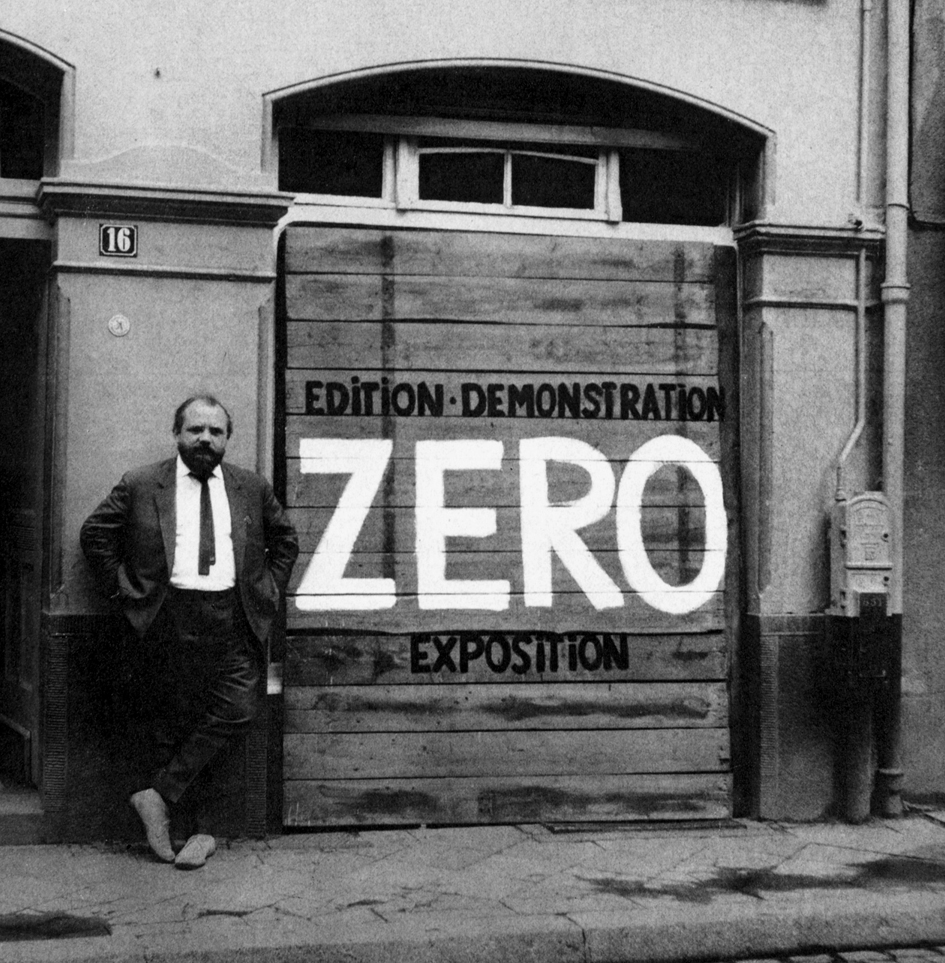
Alfred Schmela vor seiner ersten Galerie in der Düsseldorfer Altstadt, 1961

Alfred Franz Philipp Schmela (* 23. November 1918 in Dinslaken; † 20. Juli 1980 in Düsseldorf) war ein deutscher Galerist und Kunsthändler. In den späten 1950er und 60er Jahren entdeckte er heute weltweit bekannte Künstler und wurde somit zu einem der wichtigsten Galeristen zeitgenössischer Kunst in Europa. Zu seinem 60. Geburtstag wurde Schmela zum Ehrenmitglied der Staatlichen Kunstakademie Düsseldorf ernannt.

## Leben

### Kindheit, Ausbildung und Kriegsdienst (1918–1947)
Schmela wurde am 23. November 1918 in Dinslaken als erstes Kind des Ehepaars Franz Laurentius Schmela und Katharina Dorothee Friederike Runkel geboren. Sein Vater Franz Laurentius Schmela kam aus Leisnitz im Regierungsbezirk Beuthen, wo im elterlichen „Kaufhaus Paul Schmela“ Hosenknöpfe, Putzeimer, Badewannen, Zucker, Briefpapier und Rübenzucker verkauft wurden. Mit vierzehn Jahren entfloh er dem dörflichen Leben und wurde Prokurist beim Röhrenverband in Düsseldorf.
Alfred Schmelas zeichnerisches Talent zeigte sich bereits in seiner Jugend. Auf Wunsch seines Vaters wurde Schmela zunächst Hochbauingenieur. Nach dem Zeugnis der mittleren Reife arbeitete er achtzehn Monate als Praktikant bei der Hoch- und Tiefbaugesellschaft in Düsseldorf. 1937 nahm er die Ausbildung zum Ingenieur an der Staatsbauschule in Köln auf und bestand am 26. Februar 1940 das Staatsexamen. Anschließend zog er nach Berlin, um dort an der Technischen Hochschule ein siebenmonatiges Praktikum als Hoch- und Städtebautechniker im Büro des Professors Gottfried Feder zu absolvieren. Dieses musste er am 10. Oktober 1940 abbrechen, weil er zur Wehrmacht eingezogen wurde. 1945 geriet er in Livorno in amerikanische Gefangenschaft, aus der er 1947 entlassen wurde. Letztendlich gelang ihm die Flucht zu Fuß über die Alpen.

### Kunststudium (1947–1950)
Im Jahr 1947 kehrte Schmela im Alter von 29 Jahren nach Düsseldorf zurück und nahm an der privaten Malschule von Jo Strahn ein Studium der Malerei auf. Nach eigenen Angaben wich er auf die private Schule in Düsseldorf-Niederkassel aus, weil die Düsseldorfer Kunstakademie „überbelegt“ war.
1949 reiste Schmela nach Paris, um an der renommierten Académie André Lhote zu studieren. 1950 schloss er sein Studium dort ab. Ursprünglich hatte er Fernand Légers Kunstschule als Ausbildungsort angestrebt, wurde dort aber aufgrund der hohen Anzahl der Bewerber nicht angenommen. Schmela lebte während seiner Studienzeit in Paris in einer „maison meublée“, einem ärmlichen Zimmer. Er musste sich regelmäßig bei der Polizei melden, um seinen Lebensunterhalt durch Kunstverkäufe nachzuweisen. Es gelang ihm, den kambodschanischen Prinzen Sihanouk und seinen Bruder, die zur Ausbildung in Paris weilten, derart von seinen Werken zu überzeugen, dass sie ihm auf regelmäßiger Basis etwas abkauften. Er porträtierte gegen Bezahlung Prinz Sihanouk und seinen Bruder, seine Wirtin und einen Pastor. Weiterhin nutzte er seine Zeit, um sich mit der dortigen Galerieszene und dem Ausstellungswesen vertraut zu machen und das kulturelle Leben in der Metropole aufzusaugen. Er betonte später im Hinblick auf seine eigene Galerie, dass er in Paris „entscheidende Anregungen zum Ausstellungsmachen“ erhielt.
Nach Abschluss des Studiums in Paris arbeitete Alfred Schmela von 1951 bis zur Gründung der Galerie Schmela im Jahr 1957 als freischaffender Künstler (Kunstmaler) in Düsseldorf.

### Monika Schmela
1952 lernte Schmela im Haus des Bildhauers Hannes Rompel, einem Schüler des Bildhauers Edwin Scharff, seine zukünftige Frau Wilhelmine Magdalena Even (* 10. Dezember 1919 in Düsseldorf; ☨ 9. August 2003 in Düsseldorf), später Monika Schmela, kennen. Ihr Vater Ferdinand Even war ein wohlhabender Landwirt mit Grundbesitz in Kaarst. Sie selbst arbeitete als Dolmetscherin und Privatsekretärin im englischen Hauptquartier der Militärregierung Nordrhein/Westfalen, in der Pressestelle und Bibliothek der Stahltreuhändervereinigung sowie als selbstständige Sachbearbeiterin der Presseabteilung bei Mannesmann in Düsseldorf.
Im Juli 1953 heirateten Alfred und Monika Schmela. 1954 kam die Tochter Ulrike und 1962 die Tochter Franziska zur Welt. Monika Schmela war von Beginn an maßgeblich am Aufbau und der Leitung der Galerie Schmela beteiligt.

### Der Galerist
Im Jahr 1957 wurde die Galerie Schmela in einem nur zehn Quadratmeter großen Ladenlokal in der Hunsrückenstraße 16/18 in der Düsseldorfer Altstadt gegründet und am 31. Mai 1957 mit einer Ausstellung von Yves Klein, Propositions Monochromes, eröffnet. Diese Ausstellung war zugleich die erste Einzelausstellung eines französischen Künstlers in einer privaten Galerie in Deutschland nach 1945. Bis zur Schließung der Galerie in der Hunsrückenstraße im Jahr 1966 wurden neben Yves Klein zahlreiche weitere Einzelausstellungen, zumeist Erstausstellungen, mit heute weltweit bekannten Künstlern durchgeführt, wie u. a. Antoni Tàpies (1957), Georges Mathieu (1958), Heinz Mack (1958), Sam Francis (1958), Asger Jorn (1958), Jean Tinguely (1959), Otto Piene (1959), Konrad Klapheck (1959), Wols (1959), Kurt Schwitters (1959), Ben Nicholson (1959), Lucio Fontana (1960), Joan Miró (1960), Arman (1960), Jean Dubuffet (1960), Gotthard Graubner (1960), Kumi Sugaï (1961), Karl Otto Götz (1961), ZERO (1961), Günther Uecker (1961), Pablo Picasso (1961), Jean Fautrier (1961), Conrad Marca-Relli (1961), Robert Motherwell (1961), Max Ernst (1962), Arnulf Rainer (1962), Kenneth Noland (1962), Morris Louis (1962), Martial Raysse (1962), K.R.H. Sonderborg (1962), Christo (1963), Serge Charchoune (1963), Giuseppe Capogrossi (1963), Georges Segal (1963), Shusaku Arakawa (1964), Bernard Schultze (1964), Konrad Lueg (1964), Gerhard Richter (1964), Robert Morris (1964), Joseph Albers (1965), Louise Nevelson (1965), Hans Haacke (1965), Jörg Immendorff (1965), Joseph Beuys (...irgendein Strang..., 1965), Jesús Rafael Soto (1966), Robert Indiana (1966), Erwin Heerich (1966), Sigmar Polke (Hommage an Schmela, 1966). Die Künstler sind inzwischen alle weltweit bekannt und in den Sammlungen bedeutender Museen vertreten.
Von 1967 bis 1971 wurde die Galerie wegen des sich im Bau befindlichen Galeriehauses in der Mutter-Ey-Straße 3, vorübergehend in der Privatwohnung am Luegplatz 3 in Düsseldorf-Oberkassel weitergeführt. Auch hier wurden heute namhafte Künstler gezeigt, wie z. B. Georges Sugarman (1967), Richard Tuttle (1968), Mario Ceroli (1968), Robert Huot (1968), Robert Filliou (1969), Eva Aeppli (1969), Walter Pichler (1969), Gianfranco Baruchello (1969), Doug Wheeler (1970), Domenico Gnoli (1970), Ron Cooper (1970), Co-Op Himmelblau (1970).
Im Jahr 1971 wurde das von dem niederländischen Architekten Aldo van Eyck entworfene Galeriehaus mit einer Einzelausstellung von Joseph Beuys (Barraque d’Ull Odde 1961–1967) eröffnet. Es war das erste explizit für den Galeriebetrieb gebaute Gebäude in Deutschland und ist bis heute wegen seiner architektonischen Bedeutung für Architekten, Studenten und Architekturinteressierte aus aller Welt ein viel besuchter Ort.  Bis zum Tod Alfred Schmelas im Jahr 1980 wurden dort, nach den bereits an den beiden vorherigen Standorten vorgestellten Künstlern, in weiteren Ausstellungen Künstler wie u. a. Fritz Schwegler (1971), Valerio Adami (1972), Ulrich Erben (1972), Michelle Stuart (1974), Klaus Rinke (1974), Fausto Melotti (1975), Gordon Matta-Clark (1977), Haus-Rucker-Co (1978), Eduardo Chillida (1978) und Bruce Nauman (1979) gezeigt.
1975 erfolgte der private Umzug der Familie Schmela in das im Besitz der Stadt Düsseldorf befindliche Palais im Lantz’schen Park in Düsseldorf-Lohausen und, parallel zum Ausstellungsbetrieb im Galeriehaus Mutter-Ey-Straße, die Eröffnung und Etablierung eines Skulpturenparks in ebendiesem Park als weiterer Galeriestandort. Für den Skulpturenpark ließ Alfred Schmela sowohl in unmittelbarer Zusammenarbeit mit den Künstlern Entwürfe realisieren als auch Werke aus dem Bestand der Galerie installieren. Zu betrachten gab es Großplastiken von Ronald Bladen, Alexander Calder, Kenneth Capps, Eduardo Chillida, Michael Gitlin, Robert Grosvenor, Erwin Heerich, Norbert Kricke, Bernhard Luginbühl, Fausto Melotti, Joan Miró, Claes Oldenburg, George Rickey, Klaus Rinke und Richard Serra.

## Nachfolge
Nach dem Tod Schmelas 1980 wurde die Galerie gemeinsam von seiner Frau Monika und der Tochter Ulrike, die zuvor ein Malereistudium an der Staatlichen Kunstakademie Düsseldorf absolviert hatte, weitergeführt. Das Projekt Skulpturenpark wurde aufgrund des fortwährenden Vandalismus aufgegeben und die Skulpturen weitestgehend veräußert.
Nach dem Tod Monika Schmelas führte Ulrike Schmela den Galeriebetrieb in der Mutter-Ey-Straße, bis sie das inzwischen unter Denkmalschutz stehende Galeriehaus im Jahr 2008 an das Land Nordrhein-Westfalen veräußerte, um die Galeriearbeit in Berlin fortzusetzen. Das Haus in der Mutter-Ey-Straße wurde ab 2009 als Dependance der Kunstsammlung Nordrhein-Westfalen genutzt und trägt seitdem den Namen „Schmela Haus“. Seit 2020 ist das Galeriehaus an die Galerien Hans Mayer und Max Mayer vermietet.
Unter der Leitung der Galerie durch Ulrike Schmela wurden im Galeriehaus in Einzelausstellungen Miriam Cahn, Meuser, Sigmar Polke, Sean Scully, Dirk Skreber, Armin Boehm, Rudolf Stingel, Charles LeDray, Joëlle Tuerlinckx und viele andere Künstler gezeigt.

## Archiv
Das von Monika Schmela angelegte und über Jahrzehnte gepflegte Archiv der Galerie Schmela mit großen Teilen der Geschäftskorrespondenz bis in die 2000er Jahre, dem Fotoarchiv, Videos von Aktionen, Einladungskarten und kleineren Publikationen der Galerie sowie den Briefwechseln mit internationalen Galerien und Institutionen, bereichert durch zahlreiche Künstlerbriefe sowie einer großen Sammlung von Kritiken der Galerieausstellungen aus der lokalen und überregionalen Presse, ist heute unter dem Namen „Galerie Schmela records“ Bestandteil des Getty Research Institutes im Forschungszentrum des J. Paul Getty Trusts in Los Angeles.
Das Archiv bildete die Grundlage für die 2020 abgeschlossene Dissertation „Die Galerie Schmela. Amerikanisch-deutscher Kunsttransfer und die Entwicklung des internationalen Kunstmarktes in den 1960er Jahren“ von Lena Brüning (* 1980 in Düsseldorf), der Enkelin Alfred Schmelas und Tochter von Ulrike Schmela, die im April 2022 im de Gruyter Verlag, Berlin/Boston, veröffentlicht wurde.

## Frühe Ausstellungen
- 1957: Yves Klein: Propositions monochromes, Antoni Tàpies: Malerei[5][9]
- 1958: Georges Mathieu: Malerei, Heinz Mack, Sam Francis: Aquarelle[5]
- 1959: Jean Tinguely: Konzert für 7 Bilder und andere Skulpturen, Otto Piene: Ölbilder, Lichtballett, Lichtmodelle, Konrad Klapheck: Malerei. 13 Bilder; Wols: Aquarelle, Kurt Schwitters: Collagen, Reliefs, Ölbilder, Plastiken, Ben Nicholson: Malerei[1][11][12][13]
- 1960: Lucio Fontana: Malerei, Concetti Spaziale, Arman: Poubelles und Accumulations, Jean Dubuffet: Malerei, Gotthard Graubner: Ölbilder, Aquarelle[7][9][14]
- 1961: ZERO: Edition, Exposition, Demonstration, Günther Uecker, Jean Fautrier: Gouachen, Robert Motherwell: Collagen[3][9]
- 1962: Max Ernst: Mikroben, Arnulf Rainer: Übermalungen, Kenneth Noland: Malerei, Morris Louis: Ölbilder[9]
- 1963: Christo: Empaquetages, Georges Segal: Skulpturen[1][17]
- 1964: Shusaku Arakawa: Diagramme, Gerhard Richter: Malerei, Robert Morris: Bleireliefs[1][9][36]
- 1965: Josef Albers: Hommage to the  Square, Jörg Immendorff: Malerei, Joseph Beuys: ...irgendein Strang…[1][9]
- 1966: Robert Indiana: Number Paintings, Erwin Heerich: Plastiken und Zeichnungen, Hommage an Schmela: 7 Veranstaltungen (Aktionen/Ausstellungen von Piene, Polke, Richter, Latham, Lueg, Mack, Beuys, Nørgaard)[2][18]